# Nanocomposite graphène-vanadium
Le nanocomposite graphène-vanadium est un nanocomposite de graphène associé à de l'oxydoréduction de vanadium.

## Histoire
L'ingénierie des nanocomposites vanadium-graphène émerge de la science des matériaux avancés, en associant la polyvalence redox du vanadium et de la conductivité et la résistance mécanique du graphène. En 2025, le secteur connaît une innovation accélérée, principalement soutenue par la dynamique mondiale vers des solutions de stockage d'énergie haute performance, une électronique de nouvelle génération et des solutions de fabrication durables,,.